# Lantmännen Seed

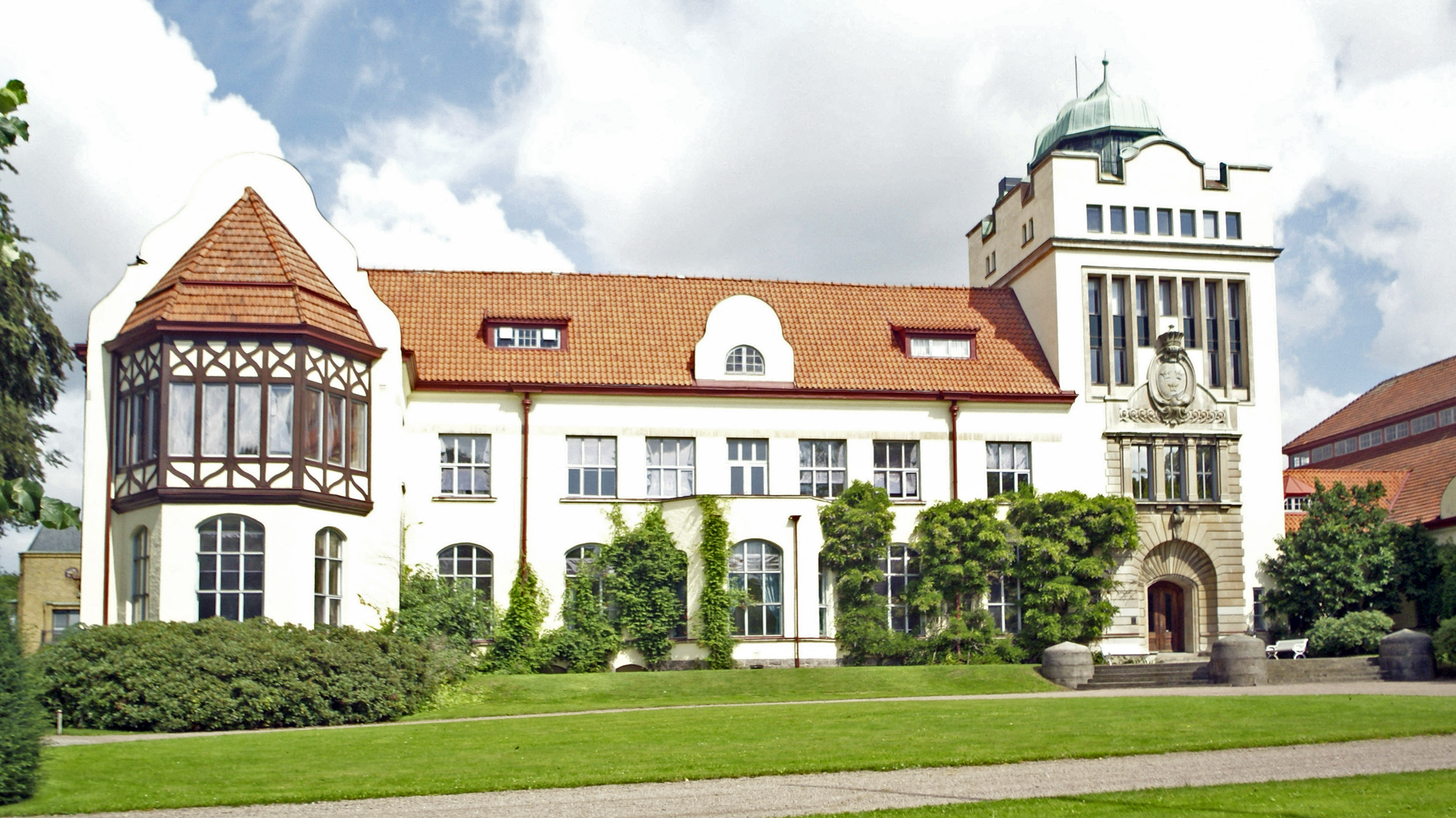
Huvudkontoret i Svalöv

Lantmännen Seed, tidigare Lantmännen SW Seed AB och före 2010 Svalöf Weibull AB, med huvudkontor i Svalöv, är ett växtförädlings- och trädgårdsföretag, som ägs av Lantmännen.
Företaget, som bildades 1993 genom en sammanslagning av Svalöf AB och W. Weibull AB. Det omsatte 2006 983 miljoner kronor. Den ena affärsenheten, SW Seed, utvecklade nya sorter och producera utsäde för kunder inom områden med kallt tempererat klimat med fokus på stråsäd, oljeväxter och vall. Dotterbolaget Weibull Trädgård bedrev trädgårdsverksamhet genom att producera fröer och sälja trädgårdsredskap och jord till både konsumenter och yrkesbranschen. År 1999 blev BASF delägare med 40%, samtidigt som Svalöf Weibull fick 15% i BASF:s växtbioteknikbolag. År 2008 fick Lantmännen fullt ägarskap i Svalöf Weibull, medan BASF fick fullt ägarskap i BASF Plant Science. 
I mars 2008 såldes dotterföretaget Weibull Trädgård till Econova AB. De[förklaring behövs] har 777 hektar spannmålsodling på Bjertorps egendom utanför Vara.